# 18. stoljeće pr. Kr.
◄ | 3. tisućljeće pr. Kr. | 2. tisućljeće pr. Kr. | 1. tisućljeće pr. Kr. | ►
◄ | 20. stoljeće pr. Kr. | 19. stoljeće pr. Kr. | 18. stoljeće pr. Kr. |17. stoljeće pr. Kr. | 16. stoljeće pr. Kr. | ►
1790-ih pr. Kr. | 1780-ih pr. Kr. | 1770-ih pr. Kr. | 1760-ih pr. Kr. | 1750-ih pr. Kr. | 1740-ih pr. Kr. | 1730-ih pr. Kr. | 1720-ih pr. Kr. | 1710-ih pr. Kr. | 1700-ih pr. Kr.
18. stoljeće pr. Kr. je je razdoblje koje je trajalo od 1800. pr. Kr. do 1701. pr. Kr..

## Razdoblje
- U Srednjoj Europi završava mlađe kameno doba
- U Srednjoj Europi počinje brončano razdoblje, početci Unjetičke kulture
- Počinje opadanje Civilizacije doline Inda
- 1785./1797. pr. Kr. - završava razdoblje Srednje države u povijesti Starog Egipta. U odnosu na ovdje navedene godine, postoje različita mišljenja.
- 1800./1300. pr. Kr. - razdoblje uspona Troje
- oko 1800. pr. Kr. - početak željeznog doba u Indiji[1]
- oko 1800. pr. Kr. - početak sjevernog brončanog doba, prema sistematizaciji Oscara Monteliusa

## Događaji
- oko 1800. pr. Kr. - Hiksi se počinju naseljavati u delti Nila. U sjeveroistočnom dijelu delte je bio glavni grad Hiksa, Avaris.
- oko 1792./1750. pr. Kr. - Babilonija i Mari
- oko 1792./1750. pr. Kr. - izrađena je Hamurabijeva stela
- 1787./1784. pr. Kr. - Amorićani osvajaju Uruk i Isin
- oko 1780. pr. Kr. - erupcija Vezuva koja je bila strašnija od erupcije iz 79. pr. Kr.; "kiša" pepela dosegla je područje grada Napulja
- 1779. pr. Kr. - u Mariu na vlast dolazi kralj Zimrilim
- oko 1770. pr. Kr. Babilon, glavni grad Babilonije postaje najveći grad na svijetu, preuzima mjesto Tebe, glavnog grada Egipta   Arhivirana inačica izvorne stranice od 18. kolovoza 2016. (Wayback Machine)
- 1764./1750. pr. Kr. - Hamurabijevi ratovi
- oko 1750. pr. Kr. - erupcija Mount Veniaminofa, Aljaska

## Vanjske poveznice
|  | Zajednički poslužitelj ima još gradiva o temi 18. stoljeće pr. Kr. |